# Victorwithius rufeolus
Victorwithius rufeolus är en spindeldjursart som först beskrevs av Beier 1959.  Victorwithius rufeolus ingår i släktet Victorwithius och familjen Withiidae. Inga underarter finns listade i Catalogue of Life.